# 堀あきこ
堀 あきこ（ほり あきこ、1968年 - ）は、日本の社会学者、フェミニスト。関西大学非常勤講師・人権問題研究室非常勤研究員。日本マンガ学会理事。

## 経歴
大阪府出身。高校卒業後、服飾関係の専門学校に進学。その後学問に興味を持ち、通信制大学を受講してやおいをテーマに卒業論文を書いた。より広い知見を求めて大学院進学を決意し、大阪大学大学院人間科学研究科博士前期課程を修了（修士号取得）。ジェンダーとセクシュアリティ、視覚文化の研究を専門としている。社会学者になる前は男性向けアダルトゲームのシナリオライターをしていた。
2017年に神奈川大学で行われた国際BLシンポジウムに『女はポルノを読む』を著した守如子と共に登壇した。
2020年2月24日、同志社大学で開かれたシンポジウム「フェミ科研費裁判から考える『表現の自由』と『学問の自由』」に出席した。
2020年、守如子と共に『BLの教科書』を著した。同書は有斐閣から出版された。

## 思想
性的表現のゾーニングの必要性について言及する一方で、ポルノグラフィの法規制には反対の考えを示しており、性器をモザイクでぼかす必要もないと述べている。
トランス女性を含むトランスジェンダーの人権を重視しており、Twitter上の反トランス言説を批判している。

## 著書
- 『欲望のコード マンガにみるセクシュアリティの男女差』臨川書店、2009年6月20日。ISBN 978-4-653-04018-7。
- 堀あきこ、守如子『BLの教科書』有斐閣、2020年7月20日。ISBN 9784641174542。